# Chroicocephalus
Chroicocephalus er en slægt af fugle i familien mågefugle, der tilsammen er udbredt i alle verdensdele bortset fra Antarktis. Slægten er foreslået at omfatte visse af de fugle, der traditionelt blev placeret i slægten Larus, men på grund af ny viden om deres afstamning bør placeres i egen slægt. Slægten omfatter 12 arter, heriblandt hættemågen (Chroicocephalus ridibundus).
Navnet Chroicocephalus kan oversættes til "med farvet hoved", af chroico = "farvet" og cephalus = "hoved".

## Arter
De 12 arter i slægten Chroicocephalus:
- Tyndnæbbet måge, C. genei
- Bonapartemåge, C. philadelphia
- Kiwimåge, C. scopulinus
- Perlegrå måge, C. novaehollandiae
- Maorimåge, C. bulleri
- Andesmåge, C. serranus
- Brunhovedet måge, C. brunnicephalus
- Argentinsk hættemåge, C. maculipennis
- Hættemåge, C. ridibundus
- Gråhovedet måge, C. cirrocephalus
- Namibmåge, C. hartlaubii
- Kinesisk dværgmåge, C. saundersi